# Alnöita
Alnöita (de l'illa d'Alnö, a Suècia) és una roca ígnia bàsica intrussiva del grup de les carbonatites caracteritzada per tenir calcita primària i estar constituïda per melilita, (1/3), biotita,(1/3) i piroxè, calcita i oliví (1/3.). El feldespat no està present en aquesta roca i en el seu lloc hi ha melilita.